# Willy Donzé
Pour les articles homonymes, voir Donzé.
Willy Donzé, né le 4 avril 1916 à La Chaux-de-Fonds et mort le 17 septembre 1987 à Genève est un homme politique suisse membre du Parti socialiste.

## Biographie
Après avoir obtenu sa maturité commerciale à La Chaux-de-Fonds, Willy Donzé dirige les éditions Labor et Fides à Genève entre 1956 et 1965.
Élu député au Grand Conseil en 1957, il devient conseiller administratif de la ville de Genève, en 1963, chargé du département des constructions et de la voirie. En 1965, il est élu conseiller d'État et prend en charge la prévoyance sociale et la santé jusqu'en 1980. Humaniste et chrétien convaincu, il s'illustre par le vote d'une loi sur l'aide à la vieillesse et d'une loi sur l'exercice des professions de la santé ainsi que par la mise en place d'un plan hospitalier et de l'assurance maladie obligatoire.
Il sera également élu aux mandats de conseiller aux États (1976-1983) et de député au Conseil de l'Europe (1977-1982).

## Sources
- Jean de Senarclens, « Willy Donzé » dans le Dictionnaire historique de la Suisse en ligne, version du 24 janvier 2006.